# أكرم الحكيم
أكرم الحكيم وهو سياسي عراقي شغل مناصب مختلفة في الحكومة العراقية وهو عضو في المجلس الأعلى الإسلامي العراقي.
اختير عام 2002 ضمن لجنة المتابعة والتنسيق بعد مؤتمر المعارضة العراقية في ديسمبر 2002 في لندن في إنجلترا.
شغل مناصب مختلفة منها وزير الزراعة ووزير الدولة للمصالحة الوطنية ووزير الدولة للحوار الوطني.

## روابط خارجية
- مقالات أكرم الحكيم في موقع كتابات